# Киржнер, Яков Маркович
Яков Маркович Ки́ржнер (1921—1979) — советский театральный режиссёр. Народный артист РСФСР (1976). Лауреат Государственной премии РСФСР имени К. С. Станиславского (1973).

## Биография
Родился 22 марта 1921 года в Воронеже в семье инженера-строителя и актрисы. В старших классах выступал чтецом в Воронежской филармонии. Учился в ГИТИСе (1940—1941). С сентября 1944 года на фронтах Великой Отечественной войны. Дважды ранен. Служил в отделении артиллерийской разведки. Член ВКП(б) с 1945 года. В 1945—1947 годах работал в следственных органах Генеральной Прокуратуры СССР. Окончил экстерном юридический факультет ЛГУ имени А. А. Жданова (1947) и с отличием режиссёрский факультет ЛТИ имени А. Н. Островского (1952). Работал режиссёром в театрах Молотова, Березников, Рязани. Главный режиссёр Псковского АТД имени А. С. Пушкина (1957—1959), Куйбышевского АТД имени М. Горького (1959—1966), Омского АТД (1968—1977).
Умер 19 апреля 1979 года в Омске. Похоронен на Старо-Северном кладбище.

## Театральные работы

### Псковский ТД имени А. С. Пушкина
- «На дне» М. Горького
- «Дядя Ваня» А. П. Чехова
- «В поисках радости» В. С. Розова
- «Пушкин» А. П. Глобы

### Куйбышевский ТД имени М. Горького
- 1960 — «Дамоклов меч» Н. Хикмета
- 1961 — «Волки и овцы» А. Н. Островского
- 1964 — «Совесть» по Д. Г. Павловой
- 1965 — «Чти отца своего» В. Лаврентьева; «Восемь любящих женщин» Р. Тома
- «Смерть Иоанна Грозного» А. К. Толстого
- «Все мои сыновья» А. Миллера
- «Рядом — человек» В. И. Молько
- «Опалённые жизнью» Дж. Каллегари
- «Перед ужином» В. С. Розова
- «Клапачек женится» О. Данека
- «Под одной крышей» З. М. Аграненко
- «Безупречная репутация» М. Смирновой и М. Крайндель

### Омский АТД
- 1969 — «Смерть Иоанна Грозного» А. К. Толстого; «Сирано де Бержерак» Э. Ростана
- 1970 — «Так начиналась легенда» Я. М. Киржнера и А. Мозгунова
- 1972 — «Солдатская вдова» Н. П. Анкилова
- 1973 — «Ясная Поляна» Д. К. Орлова
- 1974 — «Энергичные люди» В. М. Шукшина
- 1976 — «Протокол одного заседания» А. И. Гельмана
- 1977 — «Царствие земное» Т. Уильямса
- «Человек со стороны» И. М. Дворецкого

## Награды и премии
- народный артист РСФСР (5.4.1976)
- заслуженный деятель искусств РСФСР (4.4.1966)
- орден Отечественной войны II степени
- орден Красной Звезды (26.1.1945)
- медаль «За отвагу» (17.11.1944)
- Государственная премия РСФСР имени К. С. Станиславского (1973) — за постановку спектакля «Солдатская вдова» Н. П. Анкилова (1972)